# I miei ricordi (Gianni Celeste)
I miei ricordi è una raccolta del cantante italiano Gianni Celeste, pubblicata nel 2001.
L'album, oltre a contenere 10 vecchi successi riarrangiati, contiene 2 inediti.

## Tracce
1. Una moglie tradita
2. Mai mai
3. Te penso
4. Sempe cchiù 'nnammurate
5. Speranza 'e te
6. Pe' restà cu tte
7. Tu comm'a mme
8. Senza 'e te
9. Gelosia
10. Attaccato a te
11. Nun ce lassammo cchiù
12. E penso a te